# Giovanni Battista Maccari
Giovanni Battista (o Giambattista) Maccari (Frosinone, 19 ottobre 1832 – Roma, 19 ottobre 1868) è stato un poeta italiano.

## Biografia
Giovanni Battista Maccari nacque a Frosinone il 19 ottobre 1832, da Antonio e da Eleonora Bracaglia. A volte è chiamato Giambattista.
Tutte le biografie hanno, come unica fonte, il suo primo biografo e amico, Augusto Caroselli, che lo ha così descritto: Fu il Maccari di giuste forme e statura, biondo di capelli che portava all'ordinario lunghi quasi infino al collo, di corta vista e sguardo vivace, bianco e di buon colorito. Camminava colla testa alta, e poco curava di ciò che gli passava dattorno, vestiva semplice e pulito. Oltre la fantasia e l'affetto di vero poeta, ebbe memoria felicissima, fu amorevole con tutti, tenerissimo coi parenti e cogli amici, de' quali i primi di sua giovinezza seppe conservarsi fino alla morte. Ciò che gli pareva buono o cattivo non gli mutava aspetto per alcuna ragione d'utilità o disvantaggio, pensava in tutto secondoché la coscienza gli avesse suggerito, sopportava e scusava facilmente i difetti degli altri.

### Gli anni della formazione
Giovanni Battista Maccari studiò ad Alatri, nel Collegio dei padri delle Scuole Pie. Da ragazzo recitava ai compagni poesie imparate a memoria. All'Università La Sapienza si laureò in Giurisprudenza, nel 1847. Fu allievo del gesuita Luigi Maria Rezzi, da cui colse l'amore per lo studio dei classici e le tecniche di una scrittura elegante e chiara. Morto il padre, si prese cura della famiglia, composta dalla madre, dalla sorella Teresa e dai quattro fratelli minori, di cui due, Leopoldo e Giuseppe, diventarono poeti. Fu stimato da monsignor Giovanni Battista Castellani, un dotto umanista. Divenne amico dei coetanei Lodovico Parini e di Augusto Caroselli. I tre erano inseparabili: studiavano insieme la lingua e lo stile dei classici, in particolare di Dante e di Petrarca. Lodovico Parini era un fine matematico, un giurista, un letterato.
I tre amici alternavano lo studio, alle gite nella Campagna romana, preferendo luoghi solitari. Giovannino, come lo chiamavano gli intimi, frequentava le Accademie, soprattutto l'Accademia Tiberina, e sognava di diventare un celebre poeta. Una volta portò a Domenico Gnoli un fascicoletto con nuovi versi. Gnoli li considerò pericolosi e li nascose sotto le tegole. Più tardi li restituì a Giovannino che ne bruciò tre e gli altri li emendò. I tre capitoli soppressi erano satirici e dovevano far parte di un poemetto sui Sette Peccati Capitali. Gnoli ha scritto che l'amicizia per Giovanni Battista Maccari è stata: «la più cara, la più intensa amicizia della mia vita».

### Nascono i Poeti della Scuola romana
Intorno all'anno 1854, un gruppo di giovani poeti prese l'abitudine di ritrovarsi al caffè Nuovo, a piazza San Lorenzo in Lucina (Palazzo Ruspoli). Oltre a Giovanni Battista Maccari, ad Augusto Caroselli e a Lodovico Parini, era composto da Achille Monti, da Lodovico Muratori, da Basilio Magni, da Domenico Bonanni, da Benvenuto Gasparoni e dai due fratelli Maccari più piccoli, Leopoldo e Giuseppe. Qualche volta arrivavano Paolo Emilio Castagnola, Ignazio Ciampi, il Santini e Ettore Novelli. Più tardi si aggiunse Domenico Gnoli, sedicenne. La conversazione era piacevole e allegra: erano entusiasti degli autori del Trecento e di Leopardi. Leggevano Alfieri, Parini e Carducci. Di questo Cenacolo di amici poeti, che via via si allargava, sei morirono nel giro di pochi anni.
Quanto alla lingua, essi credevano che in Italia ce ne fosse una sola - bellissima, ricchissima e piena di potenza - quella dei classici, che non era né morta, né corrotta da mode straniere, ma si riverberava nell'idioma popolare.

### Il duca Giovanni Torlonia
I poeti entrarono in contatto con il duca Giovanni Torlonia, esperto più di letteratura tedesca e latina, che di letteratura italiana. Egli sostenne le spese di pubblicazione delle poesie di Giovanni Battista Maccari. Nei versi il poeta esprime la sua vita interiore, la potenza degli affetti, il dolore per la perdita di fratelli e di amici. La conoscenza dell'opera di Maccari si restrinse tuttavia a un esiguo numero di amatori delle belle lettere.
Suo fratello Giuseppe si dedicò allo studio del greco. Nel 1864 pubblicò la versione delle Odi di Anacreonte e nel I868 uscirono postume le sue versioni in italiano de Le Opere e i Giorni d'Esiodo e di frammenti di comici greci.

### Ultimi affanni
Giovanni Battista Maccari trovò un impiego come archivista, per sostenere la madre, la sorella e i quattro fratelli minori: la famiglia era poverissima. Componeva capitoli o sermoni in terza rima, recitava i suoi versi in pubblico, ma talvolta non li scriveva.
Morì, il 4 di luglio 1866, dopo lunga malattia, suo fratello minore Leopoldo, affidandogli la cura della vedova e di un bambino. Non erano passati che otto mesi dalla morte di Leopoldo, che morì anche Giuseppe, già da tempo infermo. Un fastidioso e continuo male alla gola tormentava Giovanni Battista. Era diventato amico di Pietro Codronchi che lo invitò Imola. Tornò a Roma, a settembre 1868, stremato e rauco. Morì a Roma il 19 ottobre 1868. A dimostrazione che il tempo dei Poeti della Scuola romana è così lontano da noi, leggiamo in Domenico Gnoli che Giovanni Battista Maccari morì nella sua casetta in fondo a Piazza Navona.
Poche cose ci ha lasciate Giuseppe Battista Maccari, scritte in prosa: un elogio della contessina Elena Gnoli, morta a ventitré anni, e la biografia del fratello Giuseppe, come prefazione alla stampa di poesie e di lettere di lui.

### Ai fratelli. Canzone
Lo spirto mio con ogni dolce inganno

Avrà perduto ogni amoroso affanno;

E gran sorte sarà ch'io mi console

De' figli vostri ne' soavi rai,

In che rimembrerò quant'io v'amai.